# Hemistola euthes
Hemistola euthes là một loài bướm đêm trong họ Geometridae.